# 郗恩庭
郗恩庭（1946年1月—2019年10月27日），山西平定人，生于河北三河，中国男子乒乓球运动员。

## 生平
郗恩庭1946年生于河北三河县一个医生家庭，长兄郗荣庭（1933年4月-2022年11月22日）1952年进入位于保定的河北农学院就读，1956年毕业后留校任教，其父母1957年将郗恩庭送往保定由长兄照料。郗恩庭从保定市史庄街小学毕业后考入保定二中。

### 乒乓球生涯
1959年进入保定业余体校进行乒乓球训练，19岁进入国家队，而当时的教练正是退役不久的徐寅生。
他在1971年第31届世界乒乓球锦标赛中获得男子单打第三名、男子团体冠军，在1973年第32届世界乒乓球锦标赛中获得男子单打冠军、男子团体亚军，在1975年第33届世界乒乓球锦标赛中获得男子单打第五名。

### 退役后
郗恩庭1976年退役后一度留在国家队执教，陈龙灿、韦晴光、陈静、蔡振华、谢赛克、陈新华等著名球员均曾受其指导。1991年千叶世乒赛后因战绩不佳从国乒男队引咎辞职，此后先后在法国、南斯拉夫、日本等地执教。2003年回到自己乒坛生涯的起点保定，担任保定正大乒乓球学校校长。
2019年10月27日，郗恩庭在家中突然发病，被送往北京同仁医院后诊断为胸腔主动脉破裂，抢救无效逝世，享年73岁。

## 家庭
妻子是乒乓球运动员林美群。